# Wapen van Rijkevorsel

Wapen van Rijkevorsel

Het wapen van Rijkevorsel werd op 21 juni 1994 per ministerieel besluit toegekend aan de gemeente Rijkevorsel in de Belgische provincie Antwerpen.

## Blazoeneringen
De gemeente heeft twee blazoeneringen gekend dit zijn ze:

### Eerste blazoenering (1913)
Van rood, gekousd met zilver, het rood beladen met drie zilveren ruiten, geplaatst twee en een, en het zilver beladen rechts met de letter R en links met de letter V, insgelijks van rood.
In vergelijking met de tweede blazoenering staat de R rechts en de V links. Dat is in de huidige blazoenering andersom.

### Tweede blazoenering (1994)
In keel gekousd van zilver, drie ruiten van hetzelfde en het zilver beladen rechts met de hoofdletter R en links met de hoofdletter V, beiden van keel.
Het wapen bestaat uit drie delen het rechter deel, het linker deel en het bovenste deel. Het bovenste deel ten eerste bestaand uit een rood vlak met drie ruiten met de kleur zilver. In het rechter gedeelte zit er een hoofdletter V van rood met daaromheen een zilver veld. Hetzelfde geldt voor het linker vlak, waar het enige verschillend is dat de V een R is.

## Geschiedenis
Het oudst bestaande zegel dateert uit 1654. Op de zegel staat een vos met de oude naam Rijke Vossel. In de 19de eeuw werd deze veranderd in drie ruiten met een R en een V. De ruiten en de kleur rood komt uit het wapen van de familie Lalaing, die het dorp in de zeventiende eeuw bestuurde.

## Vergelijkbare wapens

Wapen van Simon Lalaing
Het wapen van Lalaing